# 富勒山
77°53′S 162°21′E / 77.883°S 162.350°E
富勒山（Mount Fuller），是南極洲的山峰，位於維多利亞地的斯科特海岸，處於佐勒冰川和達爾科夫斯基冰川下游之間，屬於皇家學會嶺中大教堂岩的一部分，海拔高度1,925米，現時由南極條約體系管理。